# Pipéroxane
Le pipéroxane est le premier médicament antihistaminique jamais découvert.

## Stéréochimie
Le pipéroxane possède un atome de carbone chiral, le carbone 2 en α d'un oxygène et en connexion avec le méthylène qui porte aussi la pipéridine. Le pipéroxane se présente donc sous la forme d'une paire d'énantiomères : le (2R)-pipéroxane et le (2S)-pipéroxane.

## Histoire

### La découverte
Dérivé du benzodioxane, le pipéroxane est synthétisé au début des années 1930 à l’Institut Pasteur sous le nom de 933 F par Ernest Fourneau, qui l’étudie d’abord comme α-bloquant des récepteurs de l’adrénaline. En 1933, Fourneau et Daniel Bovet démontrent qu’il agit également, chez le cochon d’Inde, comme antagoniste du spasme bronchique induit par l’histamine, et, en 1937, Bovet et Anne-Marie Staub décrivent l’action antihistaminique du 1571 F, un dérivé du diaminéthylène,. C'est, entre autres, pour ces contributions que Daniel Bovet obtiendra le prix Nobel en 1957.

### Les prolongements
En remplaçant par NH ou par NR l’oxygène des molécules d’abord étudiées, Anne-Marie Staub donne dans sa thèse de 1939 une première extension aux substances douées d’activité antihistaminique. À partir des découvertes exposées dans cette thèse, de nombreux corps diaminés sont préparés par Jean-Pierre Fourneau, le fils d’Ernest, et Yvonne de Lestrange dans le laboratoire de chimie thérapeutique de l'Institut Pasteur.
Mais à cause de leur toxicité, ces substances aux résultats physiologiques pourtant remarquables restent trop peu maniables. Les études sont donc poursuivies à partir de la molécule initiale, le  1571 F, tant chez Rhône-Poulenc qu’à l’étranger où un palier très important est encore franchi en 1948 par les Américains Tilford, Shelton et van Campen, qui décrivent des molécules dont certaines protègent contre jusqu’à trois cents doses mortelles d’histamine introduites par voie intraveineuse.